# مندستان
مُندِسْتان (مانْدِسْتان) منطقه‌ای است دارای نامی قدیمی که در دو سوی رودخانهٔ مند واقع در مرز شهرستان‌های دشتی و دیر در جنوب استان بوشهر که هستهٔ منطقهٔ اقلیمی و فرهنگی دشتی و یکی از پنج بلوک آن بوده‌است. این بلوک ناحیه مرکزی دشتی بوده و درازی آن از قریه دمنالو (امام‌آباد) تا شیبرم ده فرسخ و پهنای آن از کاکی تا هدکو (هدکان) پنج فرسخ و از شرق به ناحیه سنا و شنبه و از شمال به نواحی دشتستان و از غرب به خلیج فارس منتهی می‌شده‌است. نجیرم بندر باستانی و آباد آن در دهانه رود مند (ساحل خلیج فارس) بوده‌است.
در لغت‌نامهٔ دهخدا در توصیف مندستان چنین آمده‌است:
مندستان یکی از بلوکهای دهگانهٔ دشتی است به طول ۶۰ و به عرض ۳۰ هزار گز. از شمال محدود است به سنا و شنبه و از مغرب به دشتستان و از مشرق به بلوک بردستان و از جنوب به خلیج فارس. آب و هوای آن گرم و اراضی آن دارای رودهایی است که بواسطهٔ عمق زیاد نمی‌توان از آنها استفاده کرد. مهمترین محصول آن هندوانه و مرکز آن کاکی است و ۳۹ قریه دارد. (از جغرافیای سیاسی کیهان، ص ۴۸۰ و ۴۸۱)
امروزه بخش بردخون دیر و بخش کاکی دشتی را شامل می‌شود که اولی جایگاه علمی و دومی جایگاه قدرت مرکزی منطقه در قدیم بوده‌است و البته شهر  کاکی از قدیم جایگاه عالمان و سادات بزرگی نیز بوده است .